# Омикрон Парусов
Омикрон Парусов (ο Vel/ο Velorum) — пульсирующая переменная звезда звезда в созвездии Парусов. Название омикрон за звездой закрепилось исторически, но согласно некоторым источникам первоначальная буква, которой обозначалась звезда была латинская «o».
Омикрон Парусов классифицируется как бело-голубой субгигант спектрального класса B3. Звезда относится к классу SPB звёзд — медленно пульсирующих переменных звёзд спектрального класса B, прототипом которого является 53 Персея.
Её переменность похожа на переменность типа бета Цефея, но в отличие от неё период пульсаций измеряется не часами, а днями и, соответственно, видимая звёздная величина меняется от +3.55m до +3.67m с периодом 2.78 дня. Находясь на расстоянии 495 световых лет звезда светит в 2210 ярче чем Солнце. Радиус звезды в 7,1 раз больше солнечного.
Исследования показывают, что звезда является спектрально-двойной и у неё, возможно, имеется компаньон, который вращается с периодом 3,2 часа.
Омикрон Парусов является самой яркой звездой рассеянного звёздного скопления IC 2391 и дало ему своё второе неофициальное название.